# George W. Casey junior

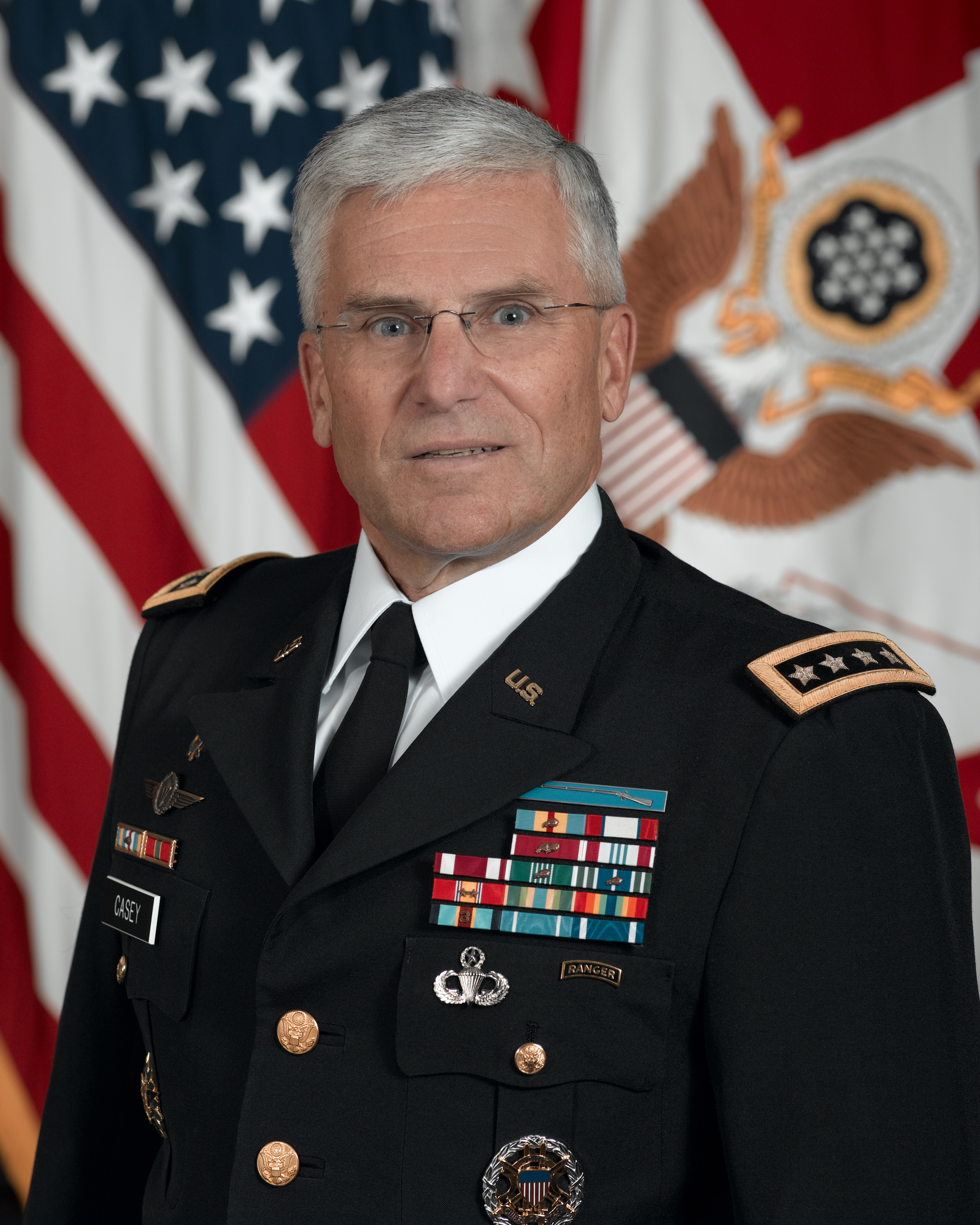
General George W. Casey, Jr. (2007)

George William Casey junior (* 22. Juli 1948 in Sendai, Japan) ist ein ehemaliger General der US Army und war vom 10. April 2007 bis zum 11. April 2011 der 36. Chief of Staff of the Army. Vom Oktober 2004 bis zum 10. Februar 2007 war er zudem Kommandeur der Koalitionstruppen im Irak (Multi-National Force Iraq).

## Herkunft und Ausbildung
Casey ist der Sohn des Generals George William Casey Sr., der 1970 als Kommandeur der 1. Kavalleriedivision in Vietnam bei einem Hubschrauberabsturz ums Leben kam. Casey wuchs an den Stationierungsorten seines Vaters in Deutschland und den USA auf. Er ging auf die Boston College High School in Dorchester (Massachusetts), machte 1970 einen Bachelor an der Georgetown University in Washington, D.C. Edmund A. Walsh School of Foreign Service und 1980 einen Master an der University of Denver Josef Korbel School of International Studies jeweils im Fach Internationalen Beziehungen. Während seiner Studienzeit in Washington erhielt er auch eine Offiziersausbildung im ROTC.

## Militärische Laufbahn

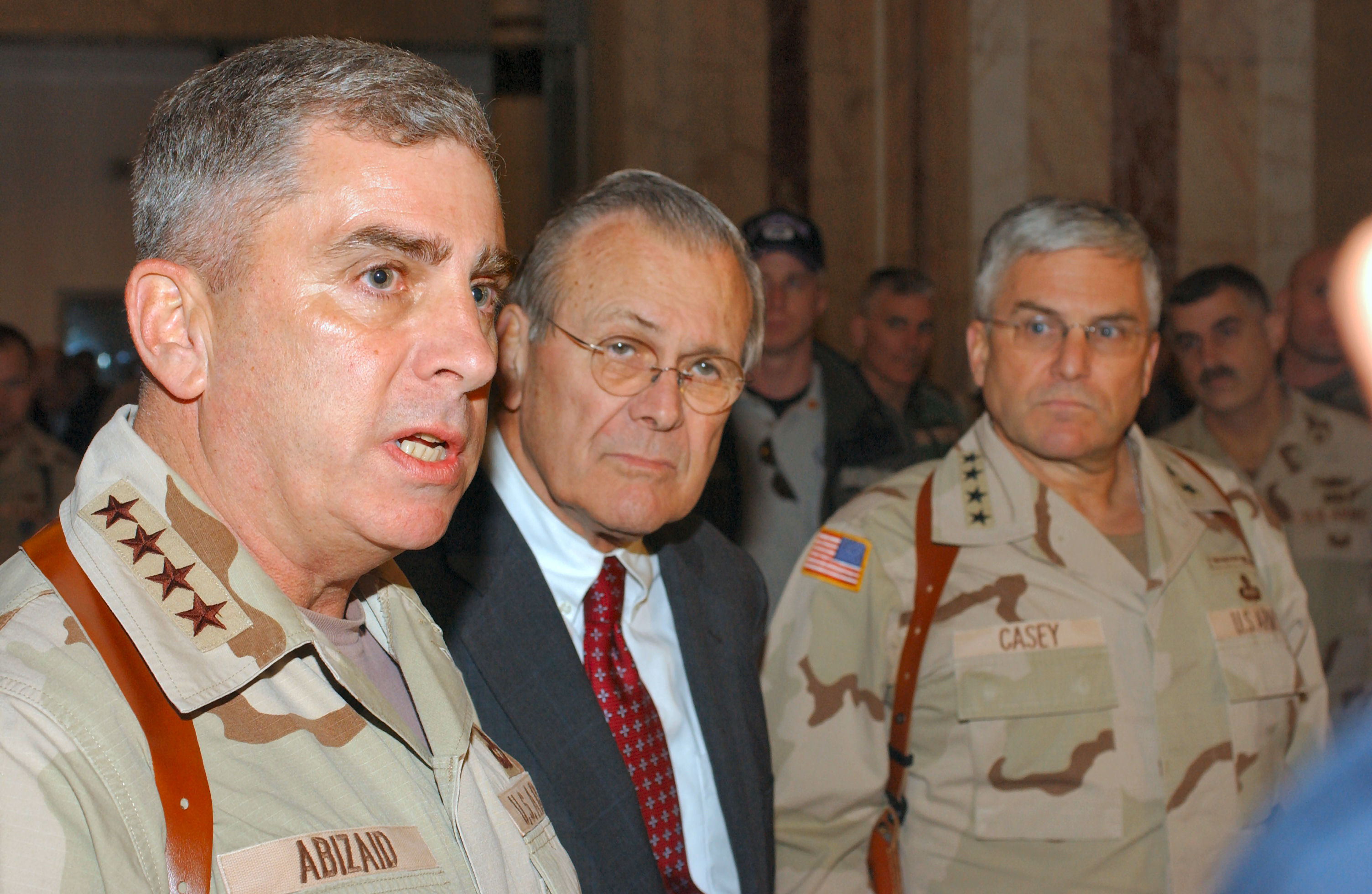
Gen. John Abizaid, Verteidigungsminister Donald Rumsfeld und Gen. Casey.

Er diente u. a. von 1995 bis 1996 als Stabschef des V. US-Korps, 7. US-Armee/US Army Europe, von 1999 bis 2001 als Kommandierender General der 1. US-Panzerdivision. Dabei war er auch 1996/97 als Teil der IFOR in Jugoslawien. Von 2001 bis 2003 war er der Direktor für Strategische Planung und Richtlinien (J-5) des Joint Staff. Nach dieser Verwendung diente er von 2003 bis Juni 2004 als stellvertretender Generalstabschef der US Army. Im Oktober 2004 wurde ihm schließlich die Multi-National Force Iraq (MNF-I) unterstellt, nachdem er dieses Kommando bereits kommissarisch im Juli von Ricardo S. Sánchez übernommen hatte. Im Januar 2007 wurde bekannt, dass David Petraeus Casey auf den Posten des Kommandeurs der MNF-I folgen sollte. Nach der Bestätigung durch das Armed Services Committee übergab Casey am 10. Februar 2007 das Kommando an Petraeus.
Am 10. April 2007 übernahm Casey dann in Washington, D.C. den Posten des 36. Chief of Staff of the Army von Peter Schoomaker.
Am 11. April 2011 übergab er im Fort Myer Military Base (Virginia) die Dienststellung an Martin Dempsey und wurde am selben Tag in den Ruhestand versetzt.

## Auszeichnungen
Auswahl der Dekorationen, sortiert in Anlehnung der Order of Precedence of the Military Awards:
- Defense Distinguished Service Medal (4 ×)
- Army Distinguished Service Medal (2 ×)
- Legion of Merit (3 ×)
- Defense Meritorious Service Medal
- Meritorious Service Medal
- Army Commendation Medal (2 ×)
- Army Achievement Medal (2 ×)
- National Defense Service Medal
- Iraq Campaign Medal (3 ×)
- Global War on Terrorism Expeditionary Medal
- Global War on Terrorism Service Medal
- Armed Forces Service Medal
- NATO-Medaille für den Einsatz in Jugoslawien
- Kommandeur der französischen Ehrenlegion
- Orden der Aufgehenden Sonne 1. Klasse
- Ehrenzeichen der Bundeswehr in Gold

## Verweise